# Wołodymyr Biłecki
Wołodymyr Stefanowycz Biłecki (ukr. Володи́мир Стефа́нович Біле́цький, ur. 26 stycznia 1950 w Matwijiwce w obwodzie zaporoskim) – ukraiński działacz społeczny i polityczny, geolog, doktor habilitowany nauk technicznych, profesor Donieckiego Uniwersytetu Technicznego, Połtawskiego Uniwersytetu Technicznego,  Narodowego Technicznego Uniwersytetu „Politechnika Charkowska” i  Zaporoski Uniwersytet Narodowy.

## Życiorys
Ukończył Dnipropetrowski Instytut Górniczy, w latach 1974–1978 pracował w Instytucie jako asystent. W 1986 został doktorem nauk technicznych, w 1994 – doktorem habilitowanym nauk technicznych, w 2003 – docentem, w 2006 – profesorem.
Był jednym z założycieli Ludowego Ruchu Ukrainy na rzecz Przebudowy w Donbasie.
Od 1998 działa w Naukowym Towarzystwie im. Szewczenki.
Jest autorem wielu prac z dziedziny górnictwa, przeróbki kopalin, między innymi Małej encyklopedii górniczej.
Został redaktorem naczelnym czasopisma naukowego „Wschód”. 
Promotor trzech obronionych rozpraw doktorskich z zakresu «przeróbka kopalin» i «automatyka» oraz opiekun 1 pracy habilitacyjnej z zakresu «wzbogacenie minerałów».

## Odznaczenia i nagrody
- Order „Za zasługi” (Ukraina)[4].
- Nagroda pamiątkowa „Jurij Drohobycz” (z okazji 500. rocznicy wydania pierwszej drukowanej książki ukraińskiego autora, 1983 )[5].
- Dyplom Stowarzyszenie Ukraina-Świat (1998, 2010),
- Nagroda Święty Michał Archstrateg" (2000).
- Certyfikat honorowy Państwowy Komitet ds. Radiofonii i Telewizji Ukrainy (2002, 2004, 2010).
- Nagroda „Ekspert roku-2006” Ogólnoukraińska sieć ekspertów w dziedzinie kultury.
- Nagroda „Ekspert Roku 2007” Ogólnoukraińskiej sieci ekspertów w nominacji „Ekonomia i nauki techniczne” itp.
- Certyfikat honorowy Doniecka Obwodowa Administracja Państwowa (2005, 2009).
- Podziękowania Ministerstwo Kultury i Turystyki Ukrainy (2009).
- Dzięki Prezydent Ukrainy (2009).
- Order Zasługi III stopień (2009).
- Statut Rady Najwyższej Ukrainy (2009).
- Medal „20 lat odnowy Towarzystwa Naukowego im Szewczenko na Ukrainie" (2009).
- Złoty Medal im. M. I.Tugan-Baranovsky Akademia Nauk Ekonomicznych Ukrainy (2010).
- Nagroda-medal Akademia Nauk Górniczych Ukrainy z okazji 20-lecia Akademii (2011).
- Dyplom Rada Obwodu Połtawy (2016).
- Podziękowanie dla Towarzystwa Naukowego im. Szewczenki „Za aktywny udział w działalności Narodowej Akademii Nauk z okazji 145-lecia jej istnienia”, 13 października 2018 r., Prezes Narodowej Akademii Nauk na Ukrainie.
- Certyfikat Departamentu Nauki i Edukacji Charkowska Obwodowa Administracja Państwowa 2019).
- Podziękowania dla Narodowej Akademii Nauk Ukrainy za znaczący osobisty wkład w rozwój Towarzystwa Naukowego im. Szewczenki (2019).
- Medal Jubileuszowy „30 lat Niepodległości Ukrainy” (Świadectwo nr 264 Narodowy Związek Historii Lokalnej Ukrainy) 2021
- [Za Odznakę Za Osiągnięcia Zawodowe (NAS Ukrainy)] — uchwała Prezydium NASU z dnia 15 listopada 2023 , nr 1305[6].
- Medal Pamiątkowy z okazji 150-lecia Towarzystwa Naukowego im Szewczenko (grudzień 2023).